# Prowincja Palermo
Prowincja Palermo (wł. Provincia di Palermo) – prowincja we Włoszech. 
Nadrzędną jednostką podziału administracyjnego jest region (tu: Sycylia), a podrzędną jest gmina.
Działała do 4 sierpnia 2015 i została zastąpiona przez miasto metropolitalne Palermo.
Liczba gmin w prowincji: 82.